# Smith !
Pour plus de détails, voir Fiche technique et Distribution.
Smith ! est un western américain de Michael O'Herlihy sorti en 1969.

## Synopsis
L'Indien d'Amérique Jimmyboy court rejoindre le ranch de Smith, un blanc élevé par une tribu indienne. Jimmyboy a été accusé d'un crime par un blanc et craint qu'il ne reçoive pas de procès équitable. Smith aide Jimmyboy à traiter avec un shérif cruel et le persuade de se rendre aux collectivités locales, lui promettant qu'il agira comme un témoin à décharge pendant la procédure judiciaire.

## Fiche technique
- Titre original : Smith!
- Réalisation : Michael O'Herlihy assisté de Russel Llewellyn
- Scénario : Louis Pelletier d'après un livre de Paul St. Pierre
- Photographie : Robert C. Moreno
- Montage : Robert Stafford
- Direction artistique : Robert Emmet Smith, John B. Mansbridge
- Décors : Emile Kuri, Hal Gausman
- Générique : Alan Maley
- Maquillage : Otis Malcolm
- Costume : Chuck Keehne, Emily Sundby
- Musique : Robert F. Brunner
  - Orchestration : Walter Sheets
  - Montage : Evelyn Kennedy
  - Chanson : Bobby Russell (The Ballad of Smith and Gabriel Jimmyboy)
- Technicien du son : Robert O. Cook (supervision), Roger Parish (mixeur)
- Producteur : Bill Anderson, Tom Leetch (associé)
- Société de production : Walt Disney Productions
- Société de distribution : Buena Vista Distribution Company
- Pays d'origine : États-Unis
- Format : Couleurs - 1,75:1 - Mono - 35 mm
- Durée : 112 minutes
- Date de sortie : 21 mars 1969

Sauf mention contraire, les informations proviennent des sources suivantes : Leonard Maltin, Mark Arnold, IMDb

## Distribution
- Glenn Ford : Smith
- Nancy Olson : Norah Smith
- Dean Jagger : Judge James C. Brown
- Keenan Wynn : Vince Heber
- Warren Oates : Walter Charlie
- Chief Dan George : Ol' Antoine
- Frank Ramírez : Gabriel Jimmyboy
- John Randolph : Mr. Edwards
- Christopher Shea : Alpie
- Roger Ewing : Donald Maxwell
- Jay Silverheels : McDonald Lasheway
- James Westerfield : shérif
- Fred Aldrich : Restaurant Patron
- William Bryant (en) : Corporal, Court Bailiff
- Eric Clavering : Native on Motorcycle
- Ricky Cordell : Peterpaul
- Melanie Griffith : Extra
- Gregg Palmer : Sergeant, Court Bailiff

Source : Leonard Maltin, Dave Smith, Mark Arnold et IMDb

## Sorties au cinéma
Sauf mention contraire, les informations suivantes sont issues de l'Internet Movie Database.
- États-Unis : 21 mars 1969

## Origine et production
Le scénario du film Smith ! est tiré du roman Breaking Smith's Quarter Horse (1967) de Paul St. Pierre,.  Le studio Disney a essayé avec ce film de faire autrement que de suivre la recette du Classique Disney avec une tonne de musique sirupeuse constamment jouée en fond sonore et soulignant chaque scène.
Malgré ses qualités, le film n'a pas été un succès et le studio a rapidement repris la formule comédie-animaux-animation pour les productions suivantes et ne retentera ce genre d'expérience que bien plus tard. De plus le film n'a jamais été diffusé dans l'émission Le Monde merveilleux de Disney. Le film a été édité en vidéo en 1987.

## Analyse
Leonard Maltin écrit que Smith ! est « un bon et solide petit film perdu dans le flot de films portant le nom Disney mais avec une distribution de premier ordre, une histoire intéressante, un thème pro-indien et une relation romantique mature entre des vedettes. »
Pour Mark Arnold, Smith ! est un film d'un dramatisme et d'un réalisme surprenant en comparaison avec l'atmosphère habituelle des productions Disney. Arnold poursuit en écrivant que par de nombreux aspects le film semble avoir été produit par un autre studio et que produit par un autre studio il aurait surement été sélectionné aux Oscars. Les acteurs Dan George et Glenn Ford font dans le film une belle prestation.